# Burntime
Burntime is een strategisch en roleplaying computerspel voor DOS (PC) en Amiga, ontwikkeld in 1993 door Oostenrijkse Max Design (tegenwoordig bekend als Red Monkeys). Het spel speelt zich af in een post-apocalyptische wereld waarin de speler dient te overleven en de controle te krijgen over steden in een gebied waar mutanten en monsters rondzwerven.

## Overzicht
De speler (en andere personen in het spel) hebben een dagelijkse hoeveelheid aan voedsel en water nodig om te overleven. Wanneer er regelmatig geen water of voedsel voorradig is, sterft de speler en is het spel voorbij.
De speler kan dingen ruilen om zaken zoals voedsel, water en wapens te verkrijgen. Andere overlevenden kunnen ingehuurd worden (in ruil voor voedsel en dergelijke) om zo een stad aan te vallen en over te nemen. Ze kunnen op bepaalde plaatsen aan het werk gezet worden om voedsel te zoeken en zo de voedselvoorraad op te bouwen.
Deze overlevenden zijn onder te verdelen in drie categorieën:
- vechters: om vijanden aan te vallen en het verdedigen en bezetten van locaties
- technici: voor het construeren en repareren van allerlei dingen (zoals valstrikken), gemaakt uit gevonden of verhandelde rommel
- medici: voor het genezen van de speler en de personen in zijn/haar team

In multiplayer kunnen twee personen het opnemen tegen drie vijanden in een uitgestrekte wereld met vernietigde steden, grotten en oude fabrieken.

## Ontvangst
| Beoordeeld door                      | Platform | Datum            | Score |
| ------------------------------------ | -------- | ---------------- | ----- |
| Amiga Joker                          | Amiga    | december 1993    | 86%   |
| Joker Verlag präsentiert: Sonderheft | Amiga    | 1993             | 86%   |
| Amiga Joker                          | Amiga    | september 1993   | 86%   |
| Joker Verlag präsentiert: Sonderheft | DOS      | 1993             | 86%   |
| PC Joker                             | DOS      | augustus 1993    | 86%   |
| Play Time                            | DOS      | oktober 1993     | 85%   |
| PC Games (Duitsland)                 | DOS      | september 1993   | 80%   |
| PC Player (Duitsland)                | DOS      | april 1994       | 73%   |
| Power Play                           | DOS      | september 1993   | 69%   |
| The DOS Spirit                       | DOS      | 3 september 2007 | 67%   |